# Dimitar Anakiev
Dimitar Anakiev, srbsko-slovenski filmski režiser, pesnik in aktivist bolgarskega rodu, * 1960, Beograd, FLRJ
Bil je med izbrisanimi, slovensko državljanstvo je dobil leta 2007. Kot prostovoljec se zavzema za azilante in begunce.
Haikuje ustvarja pod umetniškim imenom Kamesan.

### Zasebno
V Sloveniji živi od leta 1987. S partnerko ima hčer. Živi pri Bledu, prej pa je v Tolminu.

## Nagrade in priznanja
- vesna za najboljši dokumentarni film (6. festival slovenskega filma, 2003 ) - za film Amigo

## Filmografija
- Ni dovoljeno (2018) D
- Življenje brez mladosti, pričevanje Staneta Kirna (2017) D
- Normalno življenje (2012) I
- Slovenija moja dežela (2012) D
- Poslednji Žilnik (2009) D
- Ti si jedini gazda ove kuće (2006) I
- Zradirani (2004) D
- Amigo (2003) D

### Poezija
- Spontani um : 55 tank iz Boulderja, Kolorado. Tolmin : Kulturno društvo Nit - Posočje, Benečija, Rezija, 2020 (COBISS)
- Lastovke : haiku. Ljubljana : Društvo Apokalipsa, 1998 (COBISS)
- Proletni haibuni. Niš : Dom, [1992] (COBISS)
- Haiku. [Niš] : Dom, [1991] (COBISS)